# Милияш, Ненад
Не́над Ми́лияш (серб. Ненад Милијаш / Nenad Milijaš; род. 30 апреля 1983, Белград, СФРЮ) — сербский футболист, игравший на позиции полузащитника. Участник чемпионата мира 2010 в составе сборной Сербии.

## Клубная карьера
Милияш начал свою карьеру в молодёжной команде клуба «Земун», первый матч в основном составе провёл в 2000 году. Удачно начав сезон 2005/06, он привлёк внимание селекционеров «Црвены звезды», в которую и перешёл в январе 2006 года. В составе этого клуба Милияш дважды выиграл чемпионат и Кубок страны. 15 июня 2009 года подписал четырёхлетний контракт с клубом английской Премьер-лиги «Вулверхэмптон».

## Международная карьера
Ненад дебютировал в сборной 6 сентября 2008 года в матче против команды Фарерских островов. Первый гол за сборную забил 19 ноября в товарищеском матче с Болгарией. В официальной встрече впервые отличился 6 июня 2009 года, когда его гол с пенальти помог обыграть Австрию (1:0). На чемпионате мира в ЮАР Милияш в составе сборной провёл один матч против сборной Ганы.
| №  | Дата            | Оппонент          | Счёт | Голы Милияша | Соревнование                                      |
| 1  | 6 сентября 2008 | Фарерские о-ва    | 2:0  | -            | Отборочный матч чемпионата мира по футболу 2010   |
| 2  | 11 октября 2008 | Литва             | 3:0  | −            | Отборочный матч чемпионата мира по футболу 2010   |
| 3  | 15 октября 2008 | Австрия           | 3:1  | −            | Отборочный матч чемпионата мира по футболу 2010   |
| 4  | 19 ноября 2008  | Болгария          | 6:1  | 1            | Товарищеский матч                                 |
| 5  | 14 декабря 2008 | Польша            | 0:1  | -            | Товарищеский матч                                 |
| 6  | 10 февраля 2009 | Кипр              | 2:0  | −            | Товарищеский матч                                 |
| 7  | 11 февраля 2009 | Украина           | 0:1  | −            | Товарищеский матч                                 |
| 8  | 28 марта 2009   | Румыния           | 3:2  | −            | Отборочный матч чемпионата мира по футболу 2010   |
| 9  | 6 июня 2009     | Австрия           | 1:0  | 1            | Отборочный матч чемпионата мира по футболу 2010   |
| 10 | 10 июня 2009    | Фарерские о-ва    | 2:0  | −            | Отборочный матч чемпионата мира по футболу 2010   |
| 11 | 9 сентября 2009 | Франция           | 1:1  | 1            | Отборочный матч чемпионата мира по футболу 2010   |
| 12 | 10 октября 2009 | Румыния           | 5:0  | -            | Отборочный матч чемпионата мира по футболу 2010   |
| 13 | 14 ноября 2009  | Северная Ирландия | 1:0  | −            | Товарищеский матч                                 |
| 14 | 18 октября 2009 | Южная Корея       | 1:0  | −            | Товарищеский матч                                 |
| 15 | 3 марта 2010    | Алжир             | 1:0  | -            | Товарищеский матч                                 |
| 16 | 29 мая 2010     | Новая Зеландия    | 0:1  | −            | Товарищеский матч                                 |
| 17 | 5 июня 2010     | Камерун           | 4:3  | 1            | Товарищеский матч                                 |
| 18 | 13 июня 2010    | Гана              | 0:1  | −            | ЧМ 2010                                           |
| 19 | 11 августа 2010 | Греция            | 0:1  | −            | Товарищеский матч                                 |
| 20 | 17 ноября 2010  | Болгария          | 1:0  | −            | Товарищеский матч                                 |
| 21 | 8 октября 2010  | Израиль           | 2:0  | −            | Товарищеский матч                                 |
| 22 | 25 марта 2011   | Северная Ирландия | 2:1  | −            | Отборочный матч чемпионата Европы по футболу 2012 |
| 23 | 29 марта 2011   | Эстония           | 1:1  | −            | Отборочный матч чемпионата Европы по футболу 2012 |

Итого: 23 матча / 4 гола; 16 побед, 2 ничьи, 5 поражений.
(откорректировано по состоянию на 29 марта 2011)

## Достижения
- Чемпион Сербии (5): 2005/06, 2006/07, 2013/14, 2017/18, 2018/19
- Обладатель Кубка Сербии (2): 2005/06, 2006/07